# The Alienist
The Alienist is een Amerikaanse dramaserie van de zender TNT in regie van Jakob Verbruggen, gebaseerd op de gelijknamige roman van Caleb Carr. In Nederland en België verscheen het eerste seizoen van 10 afleveringen op 19 april 2018 op Netflix.

## Verhaal
In 1896 vindt een reeks gruwelijke moorden plaats in de stad New York. Politiecommissaris Theodore Roosevelt schakelt de hulp in van psychiater Laszlo Kreizler en krantenillustrator John Moore om de moordenaar op te sporen die achter dakloze jongeren aanzit.

## Rolverdeling
- Daniel Brühl als Laszlo Kreizler
- Dakota Fanning als Sara Howard
- Luke Evans als John Moore
- Brian Geraghty als Theodore Roosevelt
- Robert Wisdom als Cyrus Montrose
- Douglas Smith als Marcus Isaacson
- Matthew Shear als Lucius Isaacson
- Q'orianka Kilcher als Mary Palmer
- Matt Lintz als Stevie Taggert

## Afleveringen
| Afl. | Titel                  | Regie            | Scenario                                  | Datum            |
| ---- | ---------------------- | ---------------- | ----------------------------------------- | ---------------- |
| 1    | The Boy on the Bridge  | Jakob Verbruggen | Hossein Amini                             | 21 januari 2018  |
| 2    | A Fruitful Partnership | Jakob Verbruggen | Hossein Amini & Max Frye                  | 29 januari 2018  |
| 3    | Silver Smile           | Jakob Verbruggen | Gina Gionfriddo                           | 5 Februari 2018  |
| 4    | These Bloody Thoughts  | James Hawes      | Gina Gionfriddo & Cary Fukunaga           | 12 februari 2018 |
| 5    | Hildebrandt's Starling | James Hawes      | E. Max Frye                               | 19 februari 2018 |
| 6    | Ascension              | Paco Cabezas     | E. Max Frye                               | 26 februari 2018 |
| 7    | Many Sainted Men       | Paco Cabezas     | John Sayles                               | 5 maart 2018     |
| 8    | Psychopathia Sexualis  | David Petrarca   | John Sayles                               | 12 maart 2018    |
| 9    | Requiem                | Jamie Payne      | Hossein Amini                             | 19 maart 2018    |
| 10   | Castle in the Sky      | Jamie Payne      | Cary Fukunaga, John Sayles & Chase Palmer | 26 maart 2018    |